# Aleksej Evteev
Aleksej Borisovič Evteev (in russo Алексей Борисович Евтеев?; Mosca, 4 agosto 1975) è un ex giocatore di calcio a 5 russo.

## Carriera
Come riserva di Samochin, Evteev ha partecipato al FIFA Futsal World Championship 1996, dove la nazionale russa ha colto un prestigioso terzo posto. A sette anni di distanza ha partecipato con la squadra russa allo UEFA Futsal Championship 2003 in Italia, dove è rimasta esclusa dalle semifinali.